# Turluianu, Bacău
Turluianu este un sat în comuna Berești-Tazlău din județul Bacău, Moldova, România.